# Jin-dynastiet (1115-1234)
 For alternative betydninger, se Jin-dynastiet. (Se også artikler, som begynder med Jin-dynastiet)
Jin-dynastiet (jurchensk: Anchu; kinesisk: 金朝, Jīn Cháo; 1115-1234), også kendt som jurchenerdynastiet, var grundlagt af den jurchenske wanyan-klan, som også var forfædrene til manchuerne som etablerede Qing-dynastiet omkring 500 år senere. Nogle gange skrives navnet som Jinn for at adskille det fra et tidligere kinesisk Jìn-dynasti som med det latinske alfabet ser ligesådan ud når tonetegn udelades. I alt er der faktisk fire epoker i kinesisk historie som bruger navnet "Jin"
Det blev grundlagt i 1115 i det nordlige Manchuriet, og nedkæmpede efterhånden Liao-dynastiet (allerede i 1125), som omfattede store dele af det nordlige Kina, og desuden store dele af de mongolske områder. Riget tog også kontakt med det koreanske rige Goryeo, men blev afvist af rigets kejser Yejong.
Den 9. januar 1127 plyndrede Jin-styrker Kaifeng, hovedstaden i Song-dynastiet, og tog både kejser Qinzong hans far, den netop abdicerede kejser Huizong til fange. Efter Kaifengs fald måtte Song-riget trække sig sydover; Det såkaldte sydlige Song-dynasti fortsatte med at kæmpe mod Jin-dynastiet i over ti år, men i 1141 indgik de en fredsaftale, hvor de afstod alle deres områder i Nordkina til Jin-dynastiet.
Efter erobringen af Nordkina blev Jin-dynastiet mere og mere kinesisk præget, og flyttede sin hovedstad fra Huining Fu i det nordlige Manchuriet (syd for nutidens Harbin) til Zhongdu (i dag Beijing).
I begyndelsen af 1200-tallet begyndte presset fra mongolerne at gøre sig gældende. I 1214 blev Jin-dynastiets hovedstad flyttet til Kaifeng (den tidligere Song-hovedstad) for at komme længere væk fra mongolerne. Men under ledelse af Djengis Khans tredje søn Ögedei Khan lykkedes det mongolerne, nå allieret med det sydlige Song-dynasti, at knuse Jin-dynastiet i 1234.
Mange år senere, i 1616, lykkedes det manchuerne under ledelse av Nurhaci at oprette det senere Jin-dynasti, som altså var opkaldt efter det som gik under i 1234. Men navnet blev allerede i 1636 ændret til Qing-dynastiet, som blev det sidste af det kejserlige Kinas dynastier.

## Ekstern henvisninger
- Om relationerne mellem Jin og Song